# Reseda lancerotae
Reseda lancerotae är en resedaväxtart som beskrevs av Philip Barker Webb, Amp; Berth. och Del. Reseda lancerotae ingår i släktet resedor, och familjen resedaväxter. Inga underarter finns listade i Catalogue of Life.